# Seth Rollins
Daniel Colby Lopez (28. svibnja, 1986.) američki je profesionalni hrvač. On je trenutno pod ugovorom za WWE gdje na Raw brendu nastupa pod imenom u ringu Seth Rollins.

## Rani život
Colby Lopez je rođen 28. svibnja 1986. u Buffalu, Iowi. On je armenskog, njemačkog i irskog podrijetla. Njegovo prezime Lopez dolazi od njegovog meksičko-američkog očuha. On je pohađao Davenport West High School i završio svoju srednju školu u 2004. Kao tinejdžer bio je povučeni obožavatelj  roka i heavy metala koji je živio povučenim stilom života. Rollins je trenirao u školi profesionalnog hrvanja koju je osnovao Danny Daniels na granici između Chicaga i Oak Parka u Illinoisu.

## Privatni život
Lopez živi u Molini, Illinoisu. On je ateist.

## Vanjske poveznice
- Seth Rollins na WWE.com
- Seth Rollins na Facebooku
- Seth Rollins na Twitteru
- Colby Lopez na IMDB-u